# Список глав правительства Косова
Список глав правительства Косова включает руководителей правительств частично признанной Республики Косово, а также предшествовавших ей государственных образований: во-первых, автономий в составе Сербии, входящей в Югославию, во-вторых, не получившего международного признания самопровозглашённого государства (1990—2000 годы) (), в третьих, субъекта под управлением ООН (2002—2008 годы) (), — независимо от исторического наименования должности руководителя правительства и степени оформления государственности в этот период. В настоящее время правительство возглавляет Премьер-министр Республики Косово (алб. Kryeministri i Republikës së Kosovës, серб. Премијер Републике Косово).
Использованная в первом столбце таблиц нумерация является условной; также условным является использование в первом столбце цветовой заливки, служащей для упрощения восприятия принадлежности лиц к различным политическим силам без необходимости обращения к столбцу, отражающему партийную принадлежность. В столбце «Выборы» отражены состоявшиеся выборные процедуры начиная с 2001 года. Наряду с партийной принадлежностью, в столбце «Партия» также отражён внепартийный (независимый) статус персоналий. Приведённые в преамбулах к каждому из разделов описания этих периодов призваны пояснить особенности политической жизни.
Последовательно приведены албанские имена персоналий (для сербских имён их албанская транскрипция), а та же до 1990 года имена на сербохорватском языке, являвшемся государственным в Югославии, в состав которой входило Косово, а после 1990 года для албанских имён их сербская транскрипция (как языка, имеющего в Косове статус официального), при этом использована вуковица (кириллический алфавит), принятая в современной Сербии.

## Автономная Косовско-Метохийская область (1945—1963)

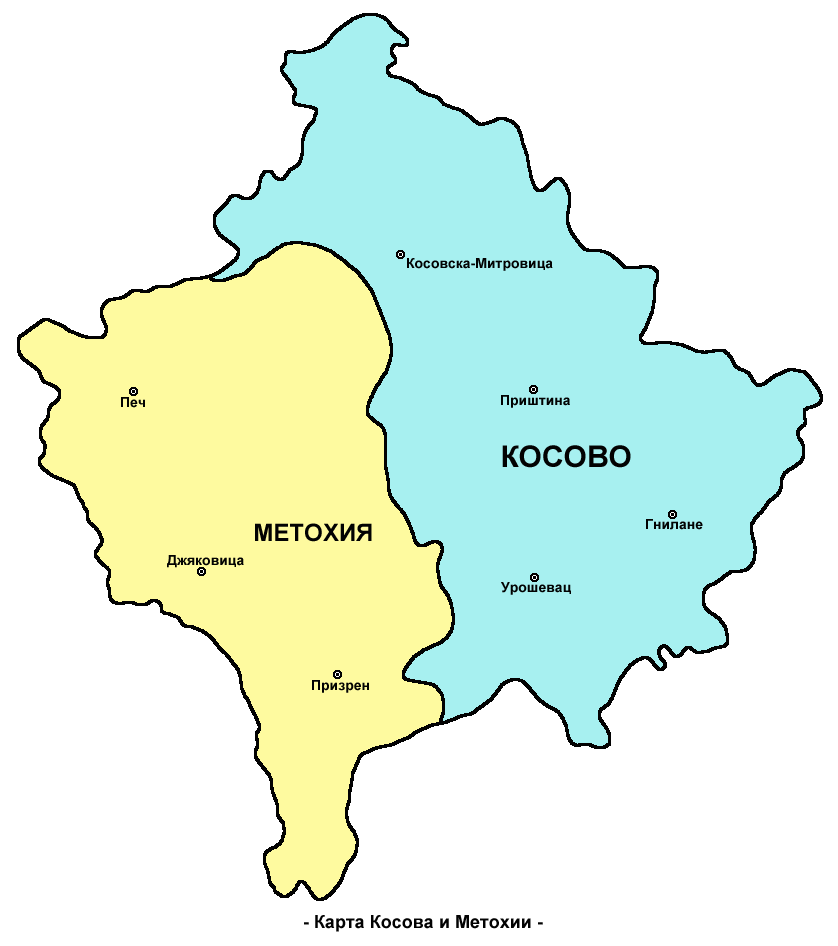
Карта Косова и Метохии

На второй сессии Антифашистского вече народного освобождения Югославии (АВНОЮ), состоявшейся 29 ноября 1943 года в боснийском городе Яйце, было принято решение о строительстве после окончания Второй мировой войны демократического федеративного государства югославских народов под руководством Коммунистической партии Югославии. Были заложены основы федеративного устройства страны из 6 частей (Сербия, Хорватия, Босния и Герцеговина, Словения, Македония и Черногория). Осенью 1944 года в рамках Косовской операции подразделения Народно-освободительной армии и партизанских отрядов Югославии освободили район Косова и Метохии и там стали создаваться народно-освободительные комитеты, которые выступили за создание особой автономной области в составе Сербии; решение об этом 7 апреля 1945 года поддержала Антифашистская скупщина народного освобождения Сербии.
На прошедшей с 8 по 10 июля 1945 года в Призрене Областной скупщине Косова и Метохии были приняты решения о будущем устройстве Автономной Косовско-Метохийской области (АКМО, серб. Аутономна Косовско-Метохијска Област), подтверждённые 10 августа на третьей сессии АВНОЮ (состоявшейся в Белграде с 7 по 10 августа). В соответствии с ними был создан Областной народный комитет (серб. Обласни народни одбор), председателем которого стал Фадиль Ходжа. В том же году Народная скупщина Сербии приняла Закон об учреждении и устройстве автономной Косовско-Метохийской области, соответствующие положения были закреплены Конституцией Федеративной Народной Республики Югославии 1946 года и Конституцией Народной Республики Сербии 1947 года.
Первый Устав АКМО был принят 23 мая 1948 года и вступил в силу 30 октября 1948 года после утверждения республиканской Народной скупщиной. Созданное в соответствии с ним Исполнительное вече возглавлял председатель Областного народного комитета Фадиль Ходжа. Согласно второго Устава АКМО, принятого 20 февраля 1953 года, посты председателей областных Народного комитета и Исполнительного веча были разделены, при этом Фадиль Ходжа сохранил за собой второй из них. В 1958 году официальное использование албанского языка было приравнено к использованию сербского языка, в 1959 году территория автономии была расширена передачей земель из общины Рашка в муниципалитет Лепосавич.
|        | Портрет         | Имя (годы жизни)                                                | Полномочия   | Полномочия | Партия                                                   | Должность                                                                                      | Пр.               |
| Начало | Портрет         | Имя (годы жизни)                                                | Окончание    | | Партия                                                   | Должность                                                                                      | Пр.               |
| ------ | --------------- | --------------------------------------------------------------- | ------------ | --- | -------------------------------------------------------- | ---------------------------------------------------------------------------------------------- | ----------------- |
| 1      |                 | Фадиль Ходжа (1916—2001) алб. Fadil Hoxha сербохорв. Фадиљ Хоџа | 11 июля 1945 | 20 февраля 1953 | Коммунистическая партия Косова → Союз коммунистов Косова | Председатель Областного народного комитета АКМО серб. Председник Обласног народног одбора АКМО | [ 7 ] [ 8 ] [ 9 ] |
| 1      | 20 февраля 1953 | Фадиль Ходжа (1916—2001) алб. Fadil Hoxha сербохорв. Фадиљ Хоџа | июнь 1963    | Председатель Исполнительного веча Областного народного комитета АКМО серб. Председник Извршног већа Обласног народног одбора АКМО | Коммунистическая партия Косова → Союз коммунистов Косова |                                                                                                | [ 7 ] [ 8 ] [ 9 ] |

## Автономный край Косово и Метохия (1963—1968)
Вступившая в силу 7 апреля 1963 года новая Конституция Югославии провозгласила страну социалистическим государством, в соответствии с чем его название было изменено на Социалистическая Федеративная Республика Югославия, а входившие в её состав республики получили название социалистических, включая Социалистическую Республику Сербию. Согласно новой Конституции, автономия получила статус Автономного края Косово и Метохия (АККМ, алб. Krahina Autonome e Kosovës dhe Metohisë, серб. Аутономна Покрајина Косово и Метохија). Устав АККМ был принят 10 апреля 1963 года и предоставил краю широкие полномочия в области судебной, экономической и социальной политики, в качестве представительного органа была создана Скупщина АККМ, образующая Исполнительное вече во главе с его председателем (алб. Kryetari i Këshillit Ekzekutiv, серб. Председник Извршног већа). При этом краевое руководство стремилось к дальнейшему росту своих полномочий, получая поддержку со стороны федеральных югославских властей, стремящихся к конституционному ослаблению Сербии.
|        | Портрет | Имя (годы жизни)                                               | Полномочия | Полномочия  | Партия                  | Пр.           |
| Начало | Портрет | Имя (годы жизни)                                               | Окончание  |             | Партия                  | Пр.           |
| ------ | ------- | -------------------------------------------------------------- | ---------- | ----------- | ----------------------- | ------------- |
| 2      |         | Али Шукрия (1919—2005) алб. Ali Shukriu сербохорв. Али Шукрија | июнь 1963  | май 1967    | Союз коммунистов Косова | [ 12 ] [ 13 ] |
| 3      |         | Илия Вакич (1932—2023) алб. Ilija Vakiq сербохорв. Илија Вакић | май 1967   | ноябрь 1968 | Союз коммунистов Косова | [ 12 ] [ 13 ] |

## Социалистический автономный край Косово (1968—1990)

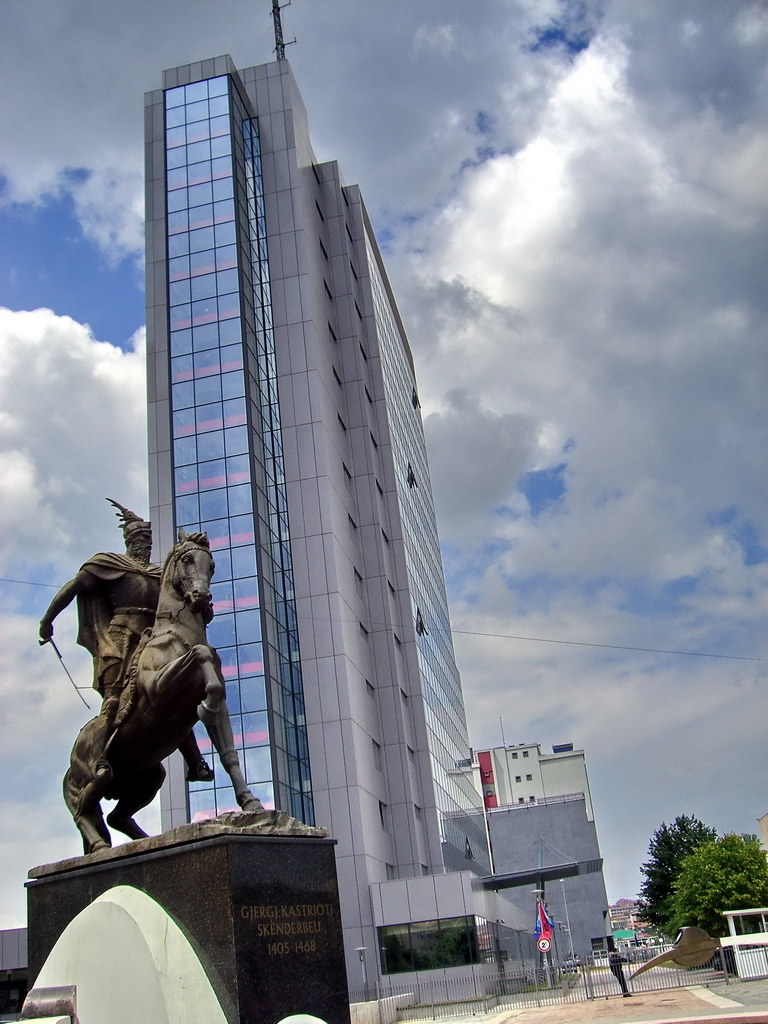
Правительственное здание в Приштине

В ноябре 1968 года в Устав края были внесены поправки, согласно которым автономия стала называться Социалистический автономный край Косово (САКК, алб. Krahina Socialiste Autonome e Kosovës, серб. Социјалистичка Аутономна Покрајина Косово), а в 1969 году в качестве высшего юридического акта край получил свой Конституционный закон, дополненный в 1972 году. В 1974 году вслед за новой федеральной конституцией вступила в силу новая Конституция Сербии, сведшая к минимуму влияние республиканских властей на автономные края Воеводина и Косово, принявших собственные Конституции (структура органов управления в Косове, включавшая Исполнительное вече во главе с председателем, была сохранена).
В марте 1989 года республиканская Скупщина после «антибюрократической революции» приняла конституционные поправки, лишающие края признаков государственности и сохраняющие за ними лишь культурную автономию. 28 июня 1989 года, в рамках проходившего на фоне нарастания этнической напряжённости между сербами и албанцами в Косове празднования 600-летия битвы на Косовом поле (1389), избранный Председателем Президиума Социалистической Республики Сербии Слободан Милошевич произнёс перед стечением народа известную «Газиместанскую речь», в которой впервые заявил о возможности вооружённой борьбы в национальном развитии Сербии, что оценивается как предвестие кровопролитного распада Югославии. 2 июля 1990 года председатель Исполнительного веча Юсуф Зейнулаху принял участие в провозглашении Декларации отделения Косова от Сербии, что через 3 дня привело к решению республиканских властей о роспуске Скупщины Косова и Исполнительного веча, а 17 сентября — и к аресту Зейнулаху. 28 сентября 1990 года в Сербии была принята новая Конституция, восстановившая Автономный край Косово и Метохия (алб. Krahina Autonome e Kosovës dhe Metohisë, серб. Аутономна Покрајина Косово и Метохија), попытка формирования выборных органов управления которого провалилась ввиду бойкота албанским населением, организованного запрещённой югославскими властями Демократической лигой Косова.
|        | Портрет | Имя (годы жизни) | Полномочия     | Полномочия     | Партия                  | Пр.           |
| Начало | Портрет | Имя (годы жизни) | Окончание      |                | Партия                  | Пр.           |
| ------ | ------- | --- | -------------- | -------------- | ----------------------- | ------------- |
| (3)    |         | Илия Вакич (1932—2023) алб. Ilija Vakiq сербохорв. Илија Вакић                                                         | ноябрь 1968    | май 1974       | Союз коммунистов Косова | [ 12 ] [ 13 ] |
| 4      |         | Боголюб Неделькович (1920—1986) алб. Bogolub Nedelkoviq сербохорв. Богољуб Недељковић                                  | май 1974       | май 1978       | Союз коммунистов Косова | [ 12 ] [ 13 ] |
| 5      |         | Бахри Оручи (1930—2011) алб. Bahri Oruçi сербохорв. Бахри Оручи                                                        | май 1978       | май 1980       | Союз коммунистов Косова | [ 12 ] [ 13 ] |
| 6      |         | Риза Сапунджию (1925—2008) алб. Riza Sapunxhiu сербохорв. Риза Сапунџију                                               | май 1980       | май 1982       | Союз коммунистов Косова | [ 13 ] [ 22 ] |
| 7      |         | Имер Пулья (1921—2010) алб. Imer Pula сербохорв. Имер Пуља                                                             | май 1982       | 5 мая 1984     | Союз коммунистов Косова | [ 13 ] [ 23 ] |
| 8      |         | Любомир Боркович (1926—2009) алб. Ljubomir Borković сербохорв. Љубомир Борковић                                        | 5 мая 1984     | май 1986       | Союз коммунистов Косова | [ 12 ] [ 13 ] |
| 9      |         | Назми Мустафа (1924—1997) алб. Nazmi Mustafa сербохорв. Љубомир Борковић                                               | май 1986       | март 1987      | Союз коммунистов Косова | [ 13 ] [ 23 ] |
| 10     |         | Какюша Яшари (1946—2025) алб. Kaqusha Jashari сербохорв. Каћуша Јашари урожд. Какюша Фейзулахи алб. Kaqusha Fejzullahu | 10 марта 1987  | 9 мая 1989     | Союз коммунистов Косова | [ 13 ] [ 23 ] |
| 11     |         | Никола Шкрельи (1944—) алб. Nikolla Shkreli сербохорв. Никола Шкрeљи                                                   | 9 мая 1989     | 1989           | Союз коммунистов Косова | [ 13 ] [ 23 ] |
| 12     |         | Даут Яшаница (1948—) алб. Daut Jashanicë сербохорв. Даут Јашаница                                                      | 1989           | 4 декабря 1989 | Союз коммунистов Косова | [ 13 ] [ 23 ] |
| 13 (I) |         | Юсуф Зейнулаху (1944—) алб. Jusuf Zejnullahu сербохорв. Јусуф Зејнулаху                                                | 4 декабря 1989 | 5 июля 1990    | Союз коммунистов Косова | [ 13 ] [ 23 ] |

## Республика Косово (1990—2000, непризнанное государство)

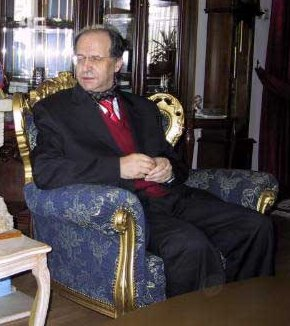
Президент Республики Косово Ибрагим Ругова

2 июля 1990 года председатель Исполнительного веча Социалистического автономного края Косово Юсуф Зейнулаху принял участие в провозглашении Декларации отделения Косова от Сербии. В ответ на это 5 июля 1990 года председатель скупщины Социалистической Республики Сербии Слободан Милошевич принял решение о роспуске краевых органов власти (Скупщины Косова и Исполнительного веча). 7 сентября 1990 года распущенная Скупщина, тайно собравшись в Качанике, провозгласила создание Республики Косово (алб. Republika e Kosovës) в составе Югославии, но вне Сербии. Главой правительства республики был объявлен Зейнулаху, вошедший в Демократическую лигу Косова (спустя 10 дней он был арестован). 28 сентября 1990 года в Сербии была принята новая Конституция, восстановившая Автономный край Косово и Метохия (алб. Krahina Autonome e Kosovës dhe Metohisë, серб. Аутономна Покрајина Косово и Метохија). Формирование выборных органов управления края было бойкотировано албанским населением по призыву запрещённой югославскими властями Демократической лиги Косова, вследствие чего вплоть до вспыхнувшей в феврале 1998 года Косовской войны край находился под прямым управлением правительства Сербии. Параллельно в Косове работали органы власти, не признаваемые Югославией и Сербией: с 26 по 30 сентября 1991 года был проведён бойкотированный сербским меньшинством неофициальный референдум о независимости, после чего 19 октября 1991 года была провозглашена независимость (признанная только Албанией), в тот же день в Любляне (Словения) было сформировано «правительство в изгнании» во главе с Буяром Букаши (с мая 1992 года продолжившее работать в немецком Бонне). 25 мая 1992 года президентом Республики Косово после победы на прошедших накануне выборах, непризнанных Сербией, был объявлен председатель косовского Союза писателей Ибрагим Ругова, сумевший организовать параллельную систему общественных институтов в сферах просвещения, здравоохранения, СМИ (этнически новые структуры почти полностью замещались албанцами). В феврале 1998 года начались регулярные боестолкновения между возникшей в середине десятилетия Армией освобождения Косова и Вооружёнными силами Союзной Республики Югославии, к осени 1998 года вооружённый конфликт начал интернационализироваться: 23 сентября Совет Безопасности ООН принял резолюцию 1199, призывающую стороны к прекращению огня, 15 октября под эгидой НАТО было заключено перемирие, мониторинг которого в рамках операции «Eagle Eye» проводили силы НАТО, которые воспользовались инцидентом в Рачаке как предлогом для постановки вопроса о применении силы против Югославии. С 24 марта по 10 июня 1999 года силы НАТО осуществили военную операцию «Союзная сила» (англ. Allied Force), проведя массовые бомбардировки инфраструктуры Югославии, которым предшествовал отказ югославского руководства подписать подготовленное во французском замке Рамбуйе соглашение с делегацией, представляющей албанских косоваров, о всеобъемлющей автономизации края. Операция была остановлена после достижения технического соглашения о введении в Косово международных сил при его де-юре сохранении в составе Югославии. 10 июня 1999 года Совет Безопасности ООН принял резолюцию 1244 о создании Миссии Организации Объединённых Наций по делам временной администрации в Косове и международных сил KFOR.
2 апреля 1999 года один из полевых командиров Армии освобождения Косова Хашим Тачи заявил о создании нового правительства ввиду утраты Демократической лигой Косова права представлять косоваров. 14 мая он основал Партию за демократический прогресс Косова. После начала работы Миссии ООН как Тачи, так и не получившие международного признания президент Ругова и глава правительства Букоши заявили 31 января 2000 года о прекращении деятельности и принятии её полномочий по управлению Косовом.
Курсивом и серым цветом выделены даты начала и окончания полномочий альтернативного правительства.
|         | Портрет                                   | Имя (годы жизни)                                                   | Полномочия      | Полномочия      | Партия                      | Пр.                  |
| Начало  | Портрет                                   | Имя (годы жизни)                                                   | Окончание       |                 | Партия                      | Пр.                  |
| ------- | ----------------------------------------- | ------------------------------------------------------------------ | --------------- | --------------- | --------------------------- | -------------------- |
| 13 (II) |                                           | Юсуф Зейнулаху (1944—) алб. Jusuf Zejnullahu серб. Јусуф Зејнулаху | 7 сентября 1990 | 19 октября 1991 | Демократическая лига Косова | [ 13 ] [ 23 ]        |
| 14      |                                           | Буяр Букоши (1947—2025) алб. Bujar Bukoshi серб. Бујар Букоши      | 19 октября 1991 | 31 января 2000  | Демократическая лига Косова | [ 13 ] [ 23 ]        |
| —       |                                           | Хашим Тачи (1968—) алб. Hashim Thaçi серб. Хашим Тачи              | 2 апреля 1999   | 31 января 2000  | Армия освобождения Косова   | [ 34 ] [ 35 ] [ 36 ] |
| —       | Партия за демократический прогресс Косова | Хашим Тачи (1968—) алб. Hashim Thaçi серб. Хашим Тачи              | 2 апреля 1999   | 31 января 2000  |                             | [ 34 ] [ 35 ] [ 36 ] |

## Косово под управлением миссии ООН (2002—2008)
Созданная в 2000 году в соответствии с резолюцией 1244 Совета Безопасности ООН Миссии Организации Объединённых Наций по делам временной администрации в Косове единолично осуществляла гражданское управление до проведения под её контролем 27 ноября 2001 года парламентских выборов, по итогам которых было сформировано правительство, которое возглавил назначенный премьер-министром Косова (алб. Kryeministër i Kosovës) Байрам Реджепи, представляющий Демократическую партию Косова, при этом вопросы безопасности оставались возложенными на международные силы KFOR. 17 февраля 2008 года Ассамблея Косова провозгласила его независимость, что противоречит резолюции 1244, однако к настоящему времени получило признание около ста государств мира.
|        | Портрет | Имя (годы жизни)                                                    | Полномочия     | Полномочия      | Партия                        | Выборы | Пр.                         |
| Начало | Портрет | Имя (годы жизни)                                                    | Окончание      |                 | Партия                        | Выборы | Пр.                         |
| ------ | ------- | ------------------------------------------------------------------- | -------------- | --------------- | ----------------------------- | ------ | --------------------------- |
| 15     |         | Байрам Реджепи (1954—2017) алб. Bajram Rexhepi серб. Бајрам Реџепи  | 4 марта 2002   | 3 декабря 2004  | Демократическая партия Косова | 2001   | [ 13 ] [ 23 ] [ 38 ] [ 39 ] |
| 16 (I) |         | Рамуш Харадинай (1968—) алб. Ramush Haradinaj серб. Рамуш Харадинај | 3 декабря 2004 | 8 марта 2005    | Альянс за будущее Косова      | 2004   | [ 40 ] [ 41 ] [ 42 ]        |
| и. о.  |         | Адем Салихай (1950—) алб. Adem Salihaj серб. Адем Салихај           | 8 марта 2005   | 23 марта 2005   | Демократическая лига Косова   | 2004   | [ 23 ]                      |
| 17     |         | Байрам Косуми (1960—) алб. Bajram Kosumi серб. Баjрам Косуми        | 23 марта 2005  | 10 марта 2006   | Альянс за будущее Косова      | 2004   | [ 23 ] [ 43 ] [ 44 ]        |
| 18     |         | Агим Чеку (1960—) алб. Agim Çeku серб. Агим Чеку                    | 10 марта 2006  | 9 января 2008   | независимый                   | 2004   | [ 23 ] [ 45 ] [ 46 ]        |
| 19     |         | Хашим Тачи (1968—) алб. Hashim Thaçi серб. Хашим Тачи               | 9 января 2008  | 17 февраля 2008 | Демократическая партия Косова | 2007   | [ 34 ] [ 35 ] [ 36 ]        |

## Республика Косово (после 2008, частично признанное государство)
Ассамблея Косова 17 февраля 2008 года провозгласила его независимость, что противоречит резолюции 1244 Совета Безопасности ООН, однако к настоящему времени Косово получило признание около ста государств мира. В республике продолжают действовать Миссия Организации Объединённых Наций по делам временной администрации в Косове и международные силы KFOR, однако их полномочия неоднократно сужались, дополнительно к ним Европейский Союз без согласования с Сербией учредил Миссию по вопросам верховенства права в Косове (ЕВЛЕКС), что также противоречит резолюции 1244. Согласно конституции, принятой Ассамблеей 9 апреля и вступившей в силу 15 июня 2008 года, официальными языками республики стали албанский и сербский (при этом ни одна организация или муниципальный орган не ведут делопроизводство одновременно на обоих языках), пост главы правительства получил название Премьер-министр Республики Косово (алб. Kryeministri i Republikës së Kosovës, серб. Премијер Републике Косово).
Согласно конституции Сербии Республика Косово является сепаратистским образованием, существующим на большей части территории Автономного края Косово и Метохия (серб. Аутономна Покрајина Косово и Метохија, алб. Krahina Autonome e Kosovës dhe Metohisë), созданного в 1990 году из Социалистического автономного края Косово.
|         | Портрет | Имя (годы жизни)                                                    | Полномочия      | Полномочия      | Партия                        | Выборы | Пр.                  |
| Начало  | Портрет | Имя (годы жизни)                                                    | Окончание       |                 | Партия                        | Выборы | Пр.                  |
| ------- | ------- | ------------------------------------------------------------------- | --------------- | --------------- | ----------------------------- | ------ | -------------------- |
| (19)    |         | Хашим Тачи (1968—) алб. Hashim Thaçi серб. Хашим Тачи               | 17 февраля 2008 | 9 декабря 2014  | Демократическая партия Косова | (2007) | [ 34 ] [ 35 ] [ 36 ] |
| (19)    | 2010    | Хашим Тачи (1968—) алб. Hashim Thaçi серб. Хашим Тачи               | 17 февраля 2008 | 9 декабря 2014  | Демократическая партия Косова |        | [ 34 ] [ 35 ] [ 36 ] |
| 20      |         | Иса Мустафа (1951—) алб. Isa Mustafa серб. Иса Мустафа              | 9 декабря 2014  | 9 сентября 2017 | Демократическая лига Косова   | 2014   | [ 50 ] [ 51 ]        |
| 16 (II) |         | Рамуш Харадинай (1968—) алб. Ramush Haradinaj серб. Рамуш Харадинај | 9 сентября 2017 | 3 февраля 2020  | Альянс за будущее Косова      | 2017   | [ 40 ] [ 41 ] [ 42 ] |
| 21 (I)  |         | Альбин Курти (1975—) алб. Albin Kurti серб. Аљбин Курти             | 3 февраля 2020  | 3 июня 2020     | Движение «Самоопределение»    | 2019   | [ 52 ] [ 53 ]        |
| 22      |         | Авдулла Хоти (1976—) алб. Avdullah Hoti серб. Авдулах Хоти          | 3 июня 2020     | 22 марта 2021   | Демократическая лига Косова   | 2019   | [ 54 ] [ 55 ] [ 56 ] |
| 21 (II) |         | Альбин Курти (1975—) алб. Albin Kurti серб. Аљбин Курти             | 22 марта 2021   | действующий     | Движение «Самоопределение»    | 2021   | [ 52 ] [ 57 ]        |